# Тисли, Никки
Мишель Николь «Никки» Тисли (англ. Michelle Nicole "Nikki" Teasley; род. 22 марта 1979 года в Вашингтоне, Округ Колумбия) — американская профессиональная баскетболистка, выступала в женской национальной баскетбольной ассоциации. Была выбрана на драфте ВНБА 2002 года под пятым номером командой «Портленд Файр». Играла на позиции разыгрывающего защитника.

## Биография
Тисли родилась в Вашингтоне, округ Колумбия. Училась в Университете Северной Каролины в Чапел-Хилл, где выступала за местную женскую баскетбольную команду. На драфте ЖНБА 2002 года была выбрана в первом раунде под общим пятым номером клубом «Портленд Файр», однако вскоре после драфта была обменяна в «Лос-Анджелес Спаркс» на Юкари Фиггз и Гергану Славчеву. Уже в своём дебютном сезоне она стала чемпионкой ЖНБА в составе «Спаркс», причём именно Тисли принесла победу своей команде в решающей серии, забив решающий трёхочковый бросок на последних секундах матча.
В 2006 году Тисли перешла в «Вашингтон Мистикс», а 24 марта 2008 года команда отказалась от её услуг. Вскоре она подписала контракт с «Атлантой Дрим», где провела два сезона. Последний свой сезон в ЖНБА Никки провела в «Детройт Шок».
Кроме Женской НБА Тисли выступала в чемпионатах Кореи, Венгрии, Турции, России, Израиля и Испании.
В 2015 году Тисли заняла пост тренера женской баскетбольной команды старшей школы Тускарора.